# Ambystoma taylori
Ambystoma taylori is een salamander uit de familie molsalamanders (Ambystomatidae). De soort werd voor het eerst wetenschappelijk beschreven door Ronald A. Brandon, Edward J. Maruska en William T. Rumph in 1982. Oorspronkelijk werd de wetenschappelijke naam Rhyacosiredon leorae gebruikt. De soortaanduiding taylori is een eerbetoon aan Edward Harrison Taylor.

## Verspreiding en leefgebied
Deze soort komt voor in delen van zuidelijk Noord-Amerika en leeft endemisch in Mexico.